# 堀内平八郎
堀内 平八郎（ほりうち へいはちろう、1915年8月8日 - 1997年7月4日）は日本の実業家。浜松ホトニクス創業者。

## 経歴
長野県上伊那郡西箕輪村（現伊那市）出身。旧制中校卒業後、浜松高等工業学校に入学し、高柳健次郎に師事する。1937年に卒業後、テレビジョン研究の実用化のためNHK技術研究所に入所し、太平洋戦争中はテレビジョン技術を軍事に応用した暗視管の研究に従事し、1943年日本電子工業嘱託となり、1945年疎開先の天童で終戦を迎えた。
1947年浜松に戻り、東海電子研究所を設立。1949年東海真空工業を創業して誘蛾灯の点灯管の製造を開始したが、農薬の普及に押されて廃業した。その間、光を電気信号に変える光電変換素子の研究を進め、1953年に浜松テレビを創業し社長に就任、1978年に会長、1980年取締役相談役となり、光電変換素子の世界的メーカーに育て上げた。1969年に全国発明表彰朝日新聞発明賞、紫綬褒章受章。